# Zalaszentgrót
Zalaszentgrót ist eine ungarische Kleinstadt am linken Ufer des Flusses Zala im Komitat Zala. Sie ist Verwaltungssitz des gleichnamigen Kreises.

## Geschichte
Zalaszentgrót wurde 1483 erstmals urkundlich erwähnt.

## Geographie
Zalaszentgrót grenzt an die folgenden Gemeinden:
| Pakod, Zalabér, Batyk | Türje                                       | Óhíd                   |
| Zalaistvánd, Dötk     | Kompassrose, die auf Nachbargemeinden zeigt | Kisgörbő               |
| Bezeréd, Gyűrűs       | Zalaszentlászló, Kallósd                    | Vindornyaszőlős, Sénye |

Der Komitatssitz Zalaegerszeg befindet sich in 20 km Entfernung, die Hauptstadt Budapest ist rund 160 km entfernt.

## Bevölkerung
Im Jahr 2020 hatte die Stadt Zalaszentgrót 6113 Bewohner. Bei der Volkszählung im Jahr 2011 gaben 85,7 % der Befragten an, Ungarn zu sein. Die größten Minderheiten waren mit 1,7 % die Roma, gefolgt von 1,4 % Deutschen. 13,7 % gaben keine Auskunft über ihre Zugehörigkeit.
Mit 61,8 % ist der überwiegende Teil der Bevölkerung römisch-katholisch. 11,7 % bezeichneten sich  bei der Befragung als keiner Religion zugehörig, 23,6 % gaben keine Antwort auf die Frage.

## Städtepartnerschaften
- Germersheim, Deutschland

## Söhne und Töchter
- Jenő Hamburger (1883–1936), jüdisch-ungarischer Politiker
- Tímea Tóth (* 1980), ungarische Handballspielerin

## Sehenswürdigkeiten
- Evangelische Kirche, erbaut 1878
- Kleines Schloss (kiskastély)
- Römisch-katholische Kirche Szent Imre, erbaut 1753–1758 (Barock)
- Römisch-katholische Kapelle Szent Anna am Huszonyahegy
- Römisch-katholische Kirche Szent Gellert im Ortsteil Kisszentgrót
- Römisch-katholische Kirche Szent Péter és Pál im Ortsteil Tüskeszentpéter
- Schloss Batthyány (Batthyány-kastély)
- Steinbrücke (kőhíd), erbaut 1844–1846
- Thermalbad

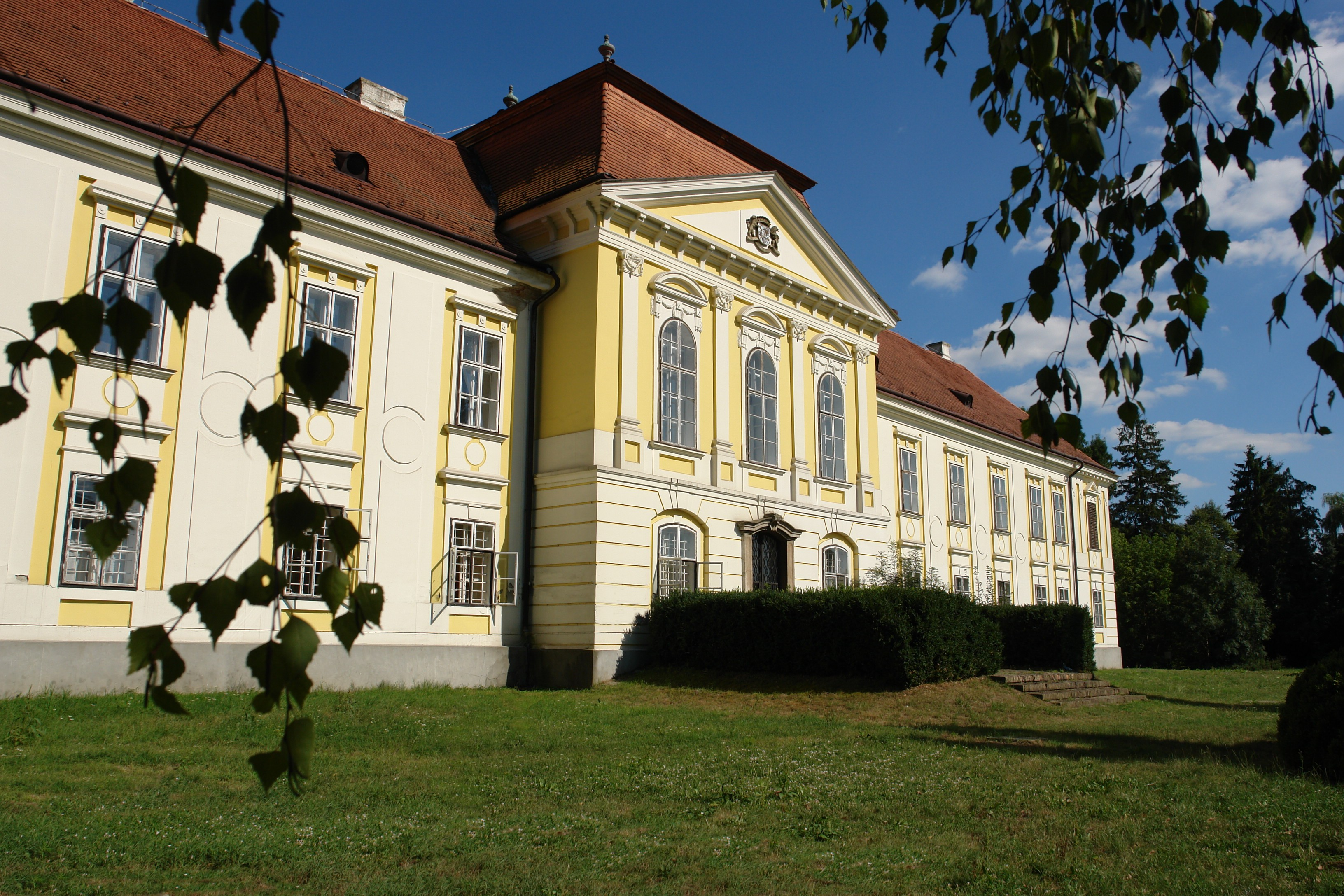
Schloss Batthyány in Zalaszentgrót
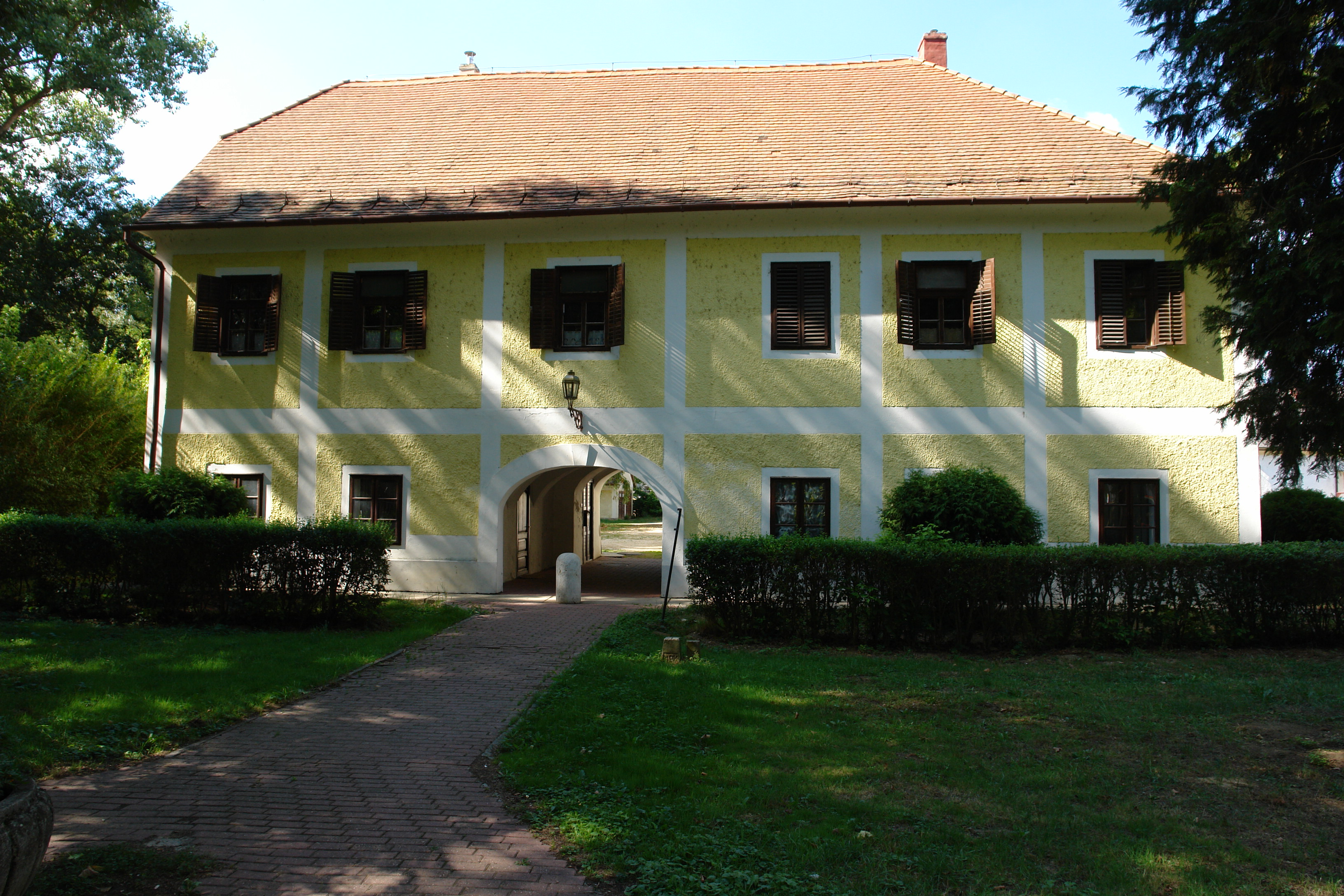
Kleines Schloss in Zalaszentgrót
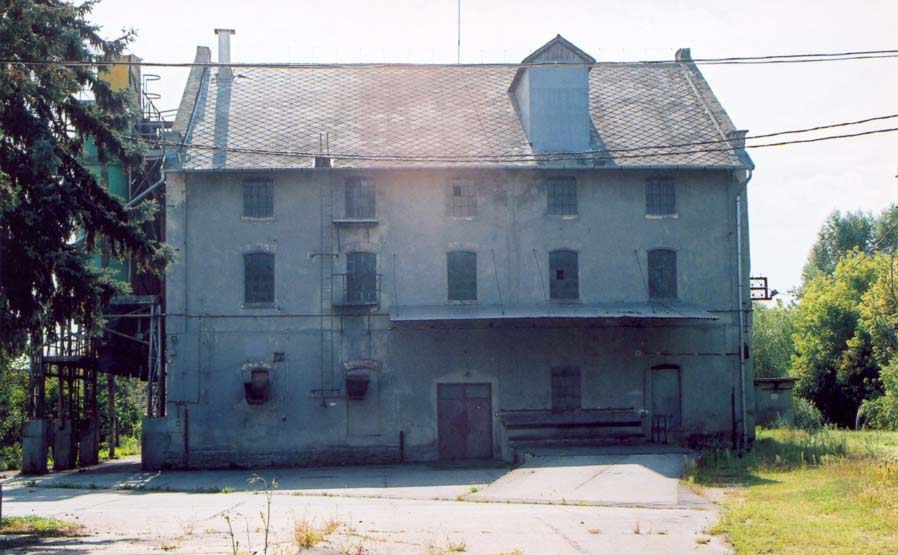
Ehemalige Wassermühle Schlésinger in Zalaszentgrót